# ソマン
ソマン (soman) とはタブン、サリンと並ぶ神経ガスの化学兵器である。その構造から、P-メチルホスホノフルオリド酸 ピナコリル、あるいはIUPAC系統名として P-メチルホスホノフルオリド酸 1,2,2-トリメチルプロピルと呼ぶこともできる。1944年にドイツの化学者リヒャルト・クーンによって3番目のG剤として開発され、GDとも呼ばれていた。1994年にはオウム真理教の土谷正実が製造に成功している。
常温常圧では無色無臭、あるいは不純物が混ざっているとわずかに果実臭、樟脳臭のする液体。化学兵器としては、揮発させガスとして利用する。サリンなどと同じく、酸や塩基によって容易に加水分解する。ソマンそのものは揮発性が高く単独では兵器としての持続性を欠くため、ピナコリルアルコール（3,3-ジメチル-2-ブタノール）とメチルホスホン酸ジフルオリド (DF, CH3P(=O)F2) を使用時に混合して徐々に発生させる。
毒としての効力はタブン・サリンより強く、ソマンのLCt50（1分間に吸入して半数の人が死に至る量）は 1 m3 あたり 70 mg である。他の有機リン系の神経ガスと同様にアセチルコリンエステラーゼ (AChE) の働きを阻害する。治療薬としては PAM やアトロピンが挙げられる。ただし他の神経剤と比べて、結びついたアセチルコリンエステラーゼを不可逆状態にエイジング（老化）してしまう時間が短いので、PAM は数分以内に投与しなければ効果がない。